# Bundesstraße 442
Pour les articles homonymes, voir Route 442.
La Bundesstraße 442 est une Bundesstraße du Land de Basse-Saxe.

## Géographie
La Bundesstraße 442 mène de Neustadt am Rübenberge à Coppenbrügge, au nord-ouest, ouest et sud-ouest de Hanovre. Elle commence au croisement avec la B 6, traverse Neustadt du nord au sud et rejoint la base aérienne de Wunstorf dans le quartier de Poggenhagen. La B 442 est alors interrompue sur une longueur d'environ 4 km, la route ayant été partiellement supprimée lors de l'agrandissement de la base aérienne de Wunstorf en 1944. Les vestiges de l'ancienne route peuvent encore être considérés comme l'allée menant au village de Stiefelholz (commune de Wunstorf). La base aérienne est contournée en tant que Kreisstraße à l'ouest et à l'est de la zone réglementée. Depuis l'intersection de Stiefelholz, la B 442 continue jusqu'à Wunstorf, où elle suit le même itinéraire que la Bundesstraße 441 sur environ 1,5 km.
À Haste, elle se dirige vers le sud jusqu'à Bad Nenndorf, où son parcours vers l'ouest est identique à celui de la B 65 sur une longueur de 2 km, puis continue vers le sud jusqu'à la bretelle de Lauenau à côté de l'A 2. De Lauenau, elle continue sur le versant sud du Deister jusqu'à Bad Münder (B 217) et de là jusqu'à Coppenbrügge, où il se termine au croisement de la B 1.

## Source
- (de) Cet article est partiellement ou en totalité issu de l’article de Wikipédia en allemand intitulé « Bundesstraße 442 » (voir la liste des auteurs).

1. ↑  (de) « Die Bundes- und Reichsstraßen in Deutschland - Nr. ab 399 » [archive du 15 octobre 2008], sur home.arcor.de (consulté le 18 juillet 2025)